# Carl Gustaf Jack
Carl Gustaf Jack, född 26 september 1782 i Lappträsk, Nyland i Finland, död 18 november 1867 i Västerås, var en svensk militär och lantbrukare.

## Biografi
Föräldrar var kaptenen vid Nylands infanteriregemente Gustaf Henrik Jack och dennes hustru Anna Christina Blylodh. Jack gick redan 1790 in som volontär vid Kymmenegårds infanteribataljon, som tillhörde Nylands infanteriregemente. År 1800 förflyttades han till regementets jägarbataljon innan han 1804 flyttade till det nyuppsatta Adlercreutz regemente som stabsfänrik; genom officersexamen 1805 utnämndes han till regementets adjutant. Han deltog under Finska kriget, då regementet var placerat på Sveaborg. Efter fästningens kapitulation den 3 maj 1808 kände Jack att de äldre befälet hade svikit Sverige, och han lyckades efter tre veckor fly genom att förklä sig, samt köpa en mindre båt och förnödenheter. Han rodde sedan till Åland, som då fortfarande var i svenska händer, och rapporterade direkt till kung Gustaf IV Adolf om Sveaborgs fall. Kungen beordrade nu honom till norra Finland och att där ansluta sig till Savolax regemente.
Vid Savolax regemente deltog han vid Slaget vid Oravais där regementet mot kvällen fann sig omringat av fienden. Regementets överstelöjtnant Gustaf Adolf Ehrnrooth som förde befälet blev sårad och bortfördes. Alla övriga officerare var antingen skadade eller detacherade till andra enheter, varför Jack fick ta befälet över det som fanns kvar av regementet. Jack samlade trupperna och slog sig sedan igenom det fientliga linjerna, varvid han själv sårades tre gånger. För denna bedrift erhöll han För tapperhet i fält i guld.
Jack visade även senare stora prov på mod då den ryska armén trängde in i norra Sverige. Under återtåget från Umeå i mars 1809 släpade Jack tillsammans med en soldat vid namn Meeänd samt sex andra officerare ett flertal sårade soldater över Umeälv till räddningen.
Jack kvarstannade efter kriget i Sverige och befordrades till löjtnant samt fick tjänst vid Västmanlands regemente; han begärde dock redan 1811 avsked från krigstjänst, vilket han beviljades med en årlig pension om 80 riksdaler. Han blev därefter lantbrukare samt skeppsredare. Han dog den 18 november 1867 i Västerås.
Han begravdes på Björlingska kyrkogården där hans gravsten fortfarande står, på den står det:
I Västerås finns även en varggrop som Jack anlade 1815 då han var bosatt på Persbo gård.

### Eftermäle
I Västmanlands läns tidning kunde man läsa den 19 november 1867 om Jack:
| ” | Ibland oss vandrade nyss en hög, vördnadsbjudande gestalt med de många årens och pröfningarnas hvita ärekrona på sin hjessa, den ädla hjeltebilden af detta trofasta folk, af denna i olycka ännu segrande armé. "Som kunde alt blott ej sin ära svika, som frös och svalt, och segrade tillika". | „ |

## Utmärkelser
- För tapperhet i fält – i guld 1808